# Heteropodarke xiamenensis
Heteropodarke xiamenensis är en ringmaskart som beskrevs av Ding, Wu och Westheide 1997. Heteropodarke xiamenensis ingår i släktet Heteropodarke och familjen Hesionidae. Inga underarter finns listade i Catalogue of Life.